# Gielis vander Hecken
Gielis vander Hecken of Egidius Heckius (ca. 1491 – 14 augustus 1538) was een augustijner monnik in de priorij Zevenborren bij Brussel. Hij was verluchter, cartograaf en historiograaf.

## Leven

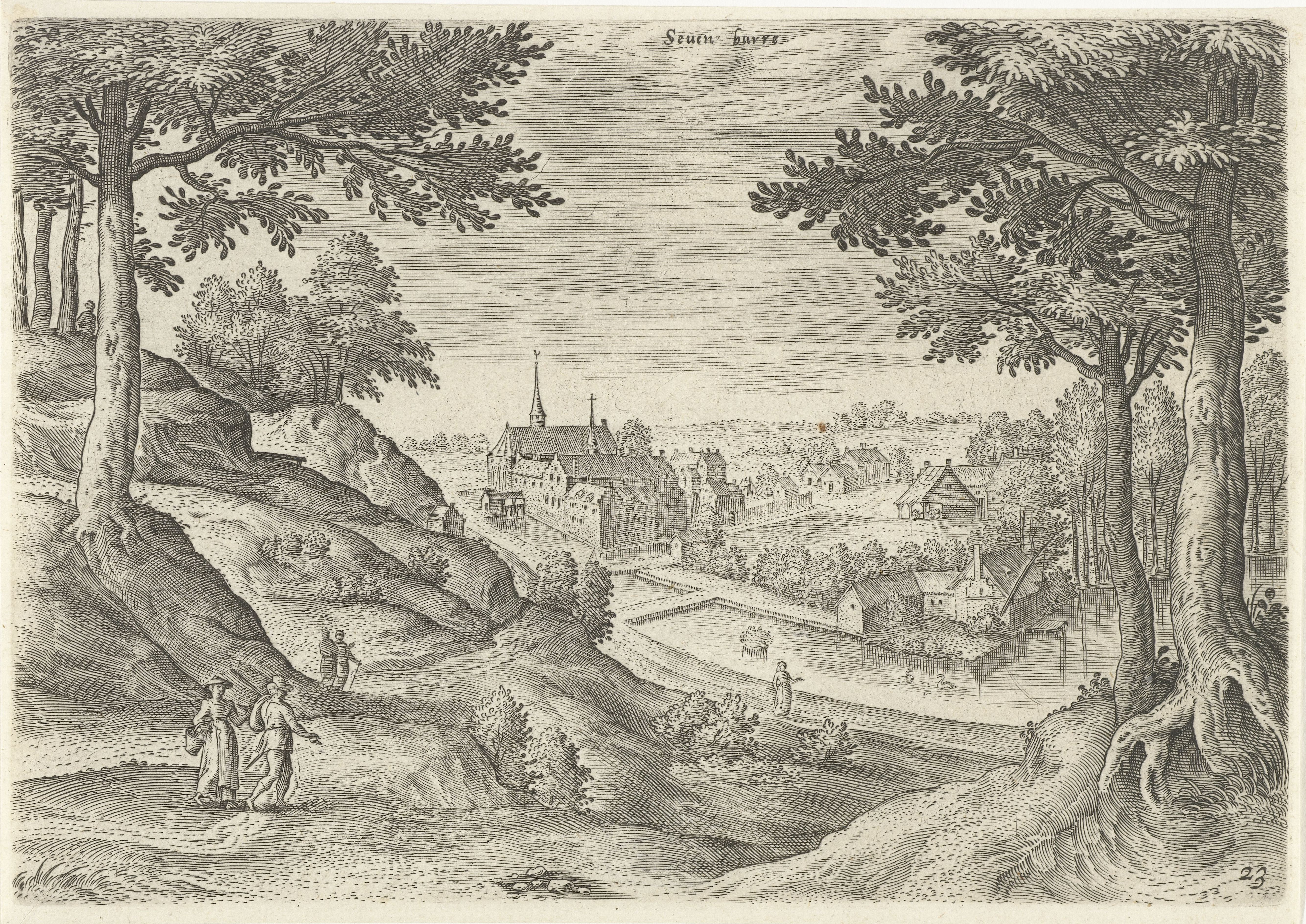
De priorij Zevenborren in de 16e eeuw

Vander Hecken kwam uit een Brusselse patriciërsfamilie die verschillende schepenen leverde. Onder het prioraat van Laurent vander Moortere (1509-1513) trad hij in als regulier kanunnik bij de augustijnen van Zevenborren. Hij was econoom (procurator) maar maakte voor de rest geen promoties. Zijn aandacht ging volledig uit naar zijn werk. Zevenborren was deel van de Windesheimer groep in het Zoniënwoud, een intellectueel kloosternetwerk gevoed door de Moderne Devotie. In zijn werk, al sterk doordrongen van humanisme, bracht Vander Hecken deze ideeën tot uitdrukking. Naast prozaschrijver was hij een uitstekend verluchter.
Een verslechterende oogziekte dwong hem met de neus op het blad te zitten en maakte hem uiteindelijk blind. Hij werd behandeld door aderlating en cauterisatie van zijn rug, maar raakte ook nog verlamd. Een kuur in de baden van Aken bracht geen genezing, wat niet verhinderde dat hij zijn arts Georgius Cellen – tot ongenoegen van de augustijnen – de fraaie Carolina gaf die hij had vervaardigd. Hij stierf na een periode van bedlegerigheid op 47-jarige leeftijd.

## Labyrinthi
De Labyrinthi is een boek met Neolatijnse religieuze poëzie dat door Vander Hecken is verlucht. In artistieke tekeningen van grote conceptuele complexiteit verwerkte hij bijbelse en haast esoterische kennis. Een tekening als Arbor bis mortua vertoont maniëristische kenmerken, hoewel hij in andere aspecten nog tot de laatmiddeleeuwse leefwereld behoort. Hij gaf ook blijk van grote vertrouwdheid met en gehechtheid aan het stedelijke milieu van Brussel. De tekening Bruxella bevat veertien zevenvouden om de stad te metaforisch te conceptualiseren: zeven mannenkloosters, versterkingen, kapellen, fonteinen, vrouwenkloosters, straten uitkomend op de Grote Markt, stadspoorten, geslachten, godshuizen, nog poorten, armenhuizen, senatoren, mirakelcultussen en parochiekerken.

## Oppidae Brabantiae

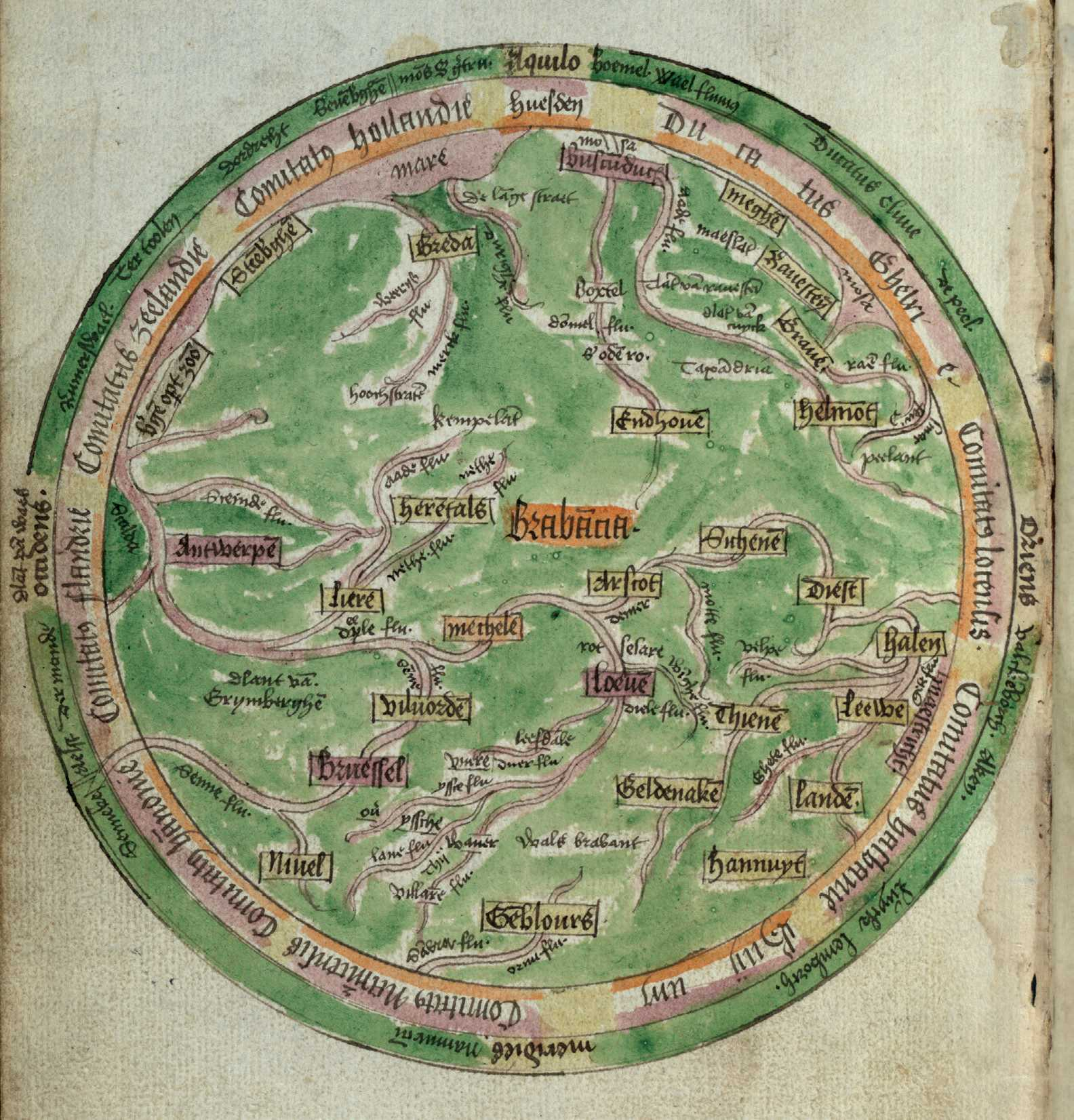
Kaart van Brabant

Dit werk, ingebonden in de codex met de catalogus van Zevenborren, geeft een inventaris van ca. 750 steden, vrijheden, dorpen, abdijen en rivieren in het hertogdom Brabant. Links van de tekst staat de oudste kaart van Brabant, weergegeven als een cirkel van 14 cm doorsnede, in de traditie van de mappa mundi. Wegen en grenzen zijn niet afgebeeld, hij toont een land van steden en rivieren.

## Publicaties
- Carolina (genealogie en biografie van keizer Karel V)
- Een beschilderde rol met de genealogie van keizer Karel V
- Labyrinthi (getekende bijbelmeditaties)
- De episcopis Cameracensibus et Leodiensibus (over de Kamerijkse en Luikse bisschoppen)
- Cathalogus fratrum domus Septemfontium (drie boeken over de broeders van Zevenborren)
- Oppidae Brabantiae cum villis liberis atque pagis seriatim descripta (over het hertogdom Brabant)
- Chronicon universale a S. Petro ad annum 1550 (stambomen)

## Handschriften
- Oxford, Bodleian Library, Douce ms. 373
- Brussel, Koninklijke Bibliotheek van België, ms. 11974-11985

## Voetnoten
1. ↑  Hij stierf de dag vóór Maria-Tenhemelopneming op 47-jarige leeftijd, wat zijn geboortejaar in 1490 of 1491 plaatst.